# Pugh's klassiker
Pugh's klassiker är ett samlingsalbum av den svenske rockmusikern Pugh Rogefeldt, utgivet på skivbolaget WEA 1989.

## Låtlista
Där inte annat anges är låtarna skrivna av Pugh Rogefeldt.
1. "Här kommer natten"
2. "Små lätta moln"
3. "Klöver Linda"
4. "Föräldralåten"
5. "Mamma håll ut" ("That's All Right", Arthur Crudup, Rogefeldt)
6. "Långsamma timmar" ("Seems Like a Long Time", Ted Anderson, Rogefeldt)
7. "Stinsen i Bro"
8. "Jag har en guldgruva"
9. "Visan om Bo"
10. "Kärlekens träd"
11. "Bolla och rulla"
12. "Dinga linga Lena"
13. "Stockholm"
14. "Hog Farm"
15. "Det är en lång väg från landet till stan"
16. "Två lika är ett"
17. "Aftonfalken" (Rogefeldt, Ulf Lundell)
18. "En ny rebell i byn"

### Fotnoter
1. 1 2  ”Pugh Rogefeldt”. Svensk mediedatabas. http://smdb.kb.se/catalog/search?q=pugh+rogefeldt&x=0&y=0. Läst 20 januari 2013.